# Храповицкий, Александр Иванович
Александр Иванович Храповицкий (1787 — 2 апреля 1855) — полковник Русской императорской армии, актёр, инспектор репертуара русской драматической труппы.

## Биография
Александр Храповицкий родился 1787 году в семье смоленского вице-губернатора Ивана Юрьевича Храповицкого († 1800) и Анны Ивановны (в девичестве Азанчевской). Он получил недостаточное образование, хотя и принадлежал к довольно богатой дворянской семье. 
На военную службу поступил в 1800 году юнкером в лейб-гвардии Егерский батальон. 12 декабря 1802 года переведён в лейб-гвардии Измайловский полк чином портупей-юнкера. 20 сентября 1805 года произведён в прапорщики. 
Служа в полку, Храповицкий сражался в 1805 году под Аустерлицем,в 1807 году под Фридландом, отличился в Отечественной войне 1812 года. 20 мая 1808 года награждён золотой шпагой «За храбрость». 16 июля 1808 года произведён в подпоручики, 13 мая 1810 - в поручики. С 22 ноября 1811 года время состоял адъютантом графа Е. Ф. Комаровского. 
7 декабря 1813 года произведён в штабс-капитаны, 9 марта 1816 года – в капитаны, 22 октября 1816 года переведён из гвардии в армию с чином полковника. 
В 1818 году вышел в отставку в чине полковника.. 
Оставив военную службу, он не долго пробыл в отставке и поступил в Дирекцию петербургских театров, причем некоторое время преподавал декламацию в Театральной школе. В 1827 году А. И. Храповицкий был назначен инспектором репертуара русской драматической труппы и состоял в этой должности по апрель 1832 года. 
Инспекторы были при каждой труппе, и должность их состояла в наблюдении за порядком и тишиною. Во время инспекторства Храповицкого русская драматическая труппа находилась в цветущем состоянии. Он страстно любил театр, каждый день бывал на репетициях и строго наблюдал за порядком, но в постановку пьес не вмешивался, сознавая, что не имеет нужных для этого знаний. 
На частных спектаклях Александр Иванович Храповицкий и сам выступал на сцене, преимущественно в трагических ролях, и слыл в кругу своих знакомых за неплохого актера. По словам русского драматурга П. А. Каратыгина, называвшего его мучеником трагического искусства,  «потешал присутствующих своими курьезами и наивностью». 
В своих служебных отношениях А. Храповицкий был большим формалистом, бюрократом и был одержим страстью заводить обо всем переписку: о всяких пустяках у него писались рапорты, предписания и донесения то в театральную контору, то к директору, то к актерам. 
В 1829—1839 гг. Храповицкий вёл записки, которые напечатаны в «Русской старине» 1879 года (том XXIV); они представляют из себя сухой перечень пьес, дававшихся в театрах, иногда с краткими замечаниями об игре актёров, о самих пьесах и о разных случаях из закулисной жизни.
Александр Иванович Храповицкий умер в Петербурге «от нервического удара» 2(14) апреля 1855 года, похоронен на Волковском кладбище.
Жена (с 23 июля 1819 года) — Варвара Васильевна Храповицкая (1788—25.07.1848), вдова генерал-майора Фёдора Ивановича Реймера. Венчались в Петербурге в Церкви Рождества Иоанна Предтечи в Чесменском дворце. Умерла от холеры, похоронена на Волковском кладбище.

## Награды
- Орден Святой Анны 3-й степени (1806, знак на шпагу; после реформы ордена в 1815 году соответствует 4-й степени)
- Золотая шпага «За храбрость» (20 мая 1808)[8]
- Орден Святой Анны 2-й степени (12 апреля 1832)[9]